# Novoiàssenskaia
Novoiàssenskaia - Новоясенская (rus) - és un khútor del krai de Krasnodar, a Rússia. Es troba a les terres baixes de Kuban-Azov, a la vora dreta del riu Iàsseni, a 21 km al sud-oest de Staromínskaia i a 161 km al nord de Krasnodar.
Pertany a aquest khútor el khútor de Iàsseni.